# Izet Hajrović
Izet Hajrović (ur. 4 sierpnia 1991 w Brugg) – bośniacko-szwajcarski piłkarz grający na pozycji ofensywnego pomocnika w Werderze Brema. Jego bratem jest Sead Hajrović, także piłkarz.

## Kariera piłkarska
Swoją karierę piłkarską Hajrović rozpoczął w klubie Grasshoppers Zurych. W latach 2007–2010 grał w rezerwach tego klubu w 1. Lidze. Jeszcze w 2009 roku został włączony do kadry pierwszego zespołu. 3 października 2009 roku zadebiutował w Swiss Super League w zremisowanym 0:0 domowym meczu z FC Luzern. 14 listopada 2010 w wyjazdowym meczu z Luzern (2:3) strzelił swojego pierwszego gola w szwajcarskiej Super League. W sezonie 2012/2013 stał się podstawowym zawodnikiem Grasshoppers.
9 stycznia 2014 dołączył do Galatasaray SK za 3,5 miliona euro. Zadebiutował 2 lutego w wygranym 6:0 spotkaniu z Bursasporem. Na boisku pojawił się w 56. minucie, zmieniając Wesleya Sneijdera.
Latem 2014 Hajrović przeszedł do Werderu Brema.
| Sezon   | Klub                    | Kraj       | Rozgrywki        | Mecze | Bramki |
| ------- | ----------------------- | ---------- | ---------------- | ----- | ------ |
| 2009/10 | Grasshopper Club Zürich | Szwajcaria | Super League     | 1     | 0      |
| 2010/11 | Grasshopper Club Zürich | Szwajcaria | Super League     | 21    | 5      |
| 2011/12 | Grasshopper Club Zürich | Szwajcaria | Super League     | 21    | 1      |
| 2012/13 | Grasshopper Club Zürich | Szwajcaria | Super League     | 33    | 8      |
| 2013/14 | Grasshopper Club Zürich | Szwajcaria | Super League     | 15    | 6      |
| 2013/14 | Galatasaray SK          | Turcja     | Süper Lig        | 8     | 0      |
| 2014/15 | Werder Brema            | Niemcy     | Bundesliga       | 19    | 1      |
| 2015/16 | SD Eibar                | Hiszpania  | Primera División | 7     | 0      |
| 2016/17 | Werder Brema            | Niemcy     | Bundesliga       | 10    | 1      |
| 2017/18 | Werder Brema            | Niemcy     | Bundesliga       | 9     | 0      |
| 2017/18 | Dinamo Zagrzeb          | Chorwacja  | Prva HNL         | 15    | 0      |
| 2018/19 | Dinamo Zagrzeb          | Chorwacja  | Prva HNL         |       |        |

## Kariera reprezentacyjna
W 2011 roku Hajrović zadebiutował w reprezentacji Szwajcarii U-21. Z kolei 14 listopada 2012 zanotował swój debiut w dorosłej reprezentacji w wygranym 2:1 towarzyskim meczu z Tunezją, rozegranym w Susie. W 83. minucie tego meczu zmienił Tranquillo Barnettę.